# Caloplaca albovariegata
Caloplaca albovariegata är en lavart som först beskrevs av B. de Lesd., och fick sitt nu gällande namn av Wetmore. Caloplaca albovariegata ingår i släktet orangelavar och familjen Teloschistaceae.   Inga underarter finns listade i Catalogue of Life.